# Min ven Ivan Lapsjin
Min ven Ivan Lapsjin (russisk: Мой друг Иван Лапшин) er en sovjetisk spillefilm fra 1985 af Aleksej German.

## Medvirkende
- Andrej Boltnev som Ivan Lapsjin
- Nina Ruslanova som Natasja Adasjova
- Andrej Mironov som Khanin
- Aleksej Zjarkov som Vasja Okosjkin
- Zinaida Adamovitj som Patrikejevna